# Mezzenile
Mezzenile (piemontesisch und französisch Mesnil, frankoprovenzalisch Misinì) ist eine Gemeinde in der italienischen Metropolitanstadt Turin (TO), Region Piemont.

## Lage und Einwohner
Mezzenile liegt 45 km nordwestlich von Turin im Valli di Lanzo, oberhalb des Stura di Lanzo, der im Tal fließt. Die Gemeinde gehört der Bergkommune Comunità Montana Valli di Lanzo an. Das Gemeindegebiet umfasst eine Fläche von 28 km² und hat 724 Einwohner (Stand 31. Dezember 2023). Zur Gemeinde zählen die kleinen Dörfer und Weiler (Frazioni) Bertin, Bogliano, Catelli, Conce, Cugnetto, Goletto, Lazetta, Monti, Murasse, Prot, Pugnetto, Rangiroldo, Sabbione, Villa Inferiore und Villa Superiore.
Die Nachbargemeinden sind Ceres, Ala di Stura, Pessinetto, Traves, Viù und Lemie.

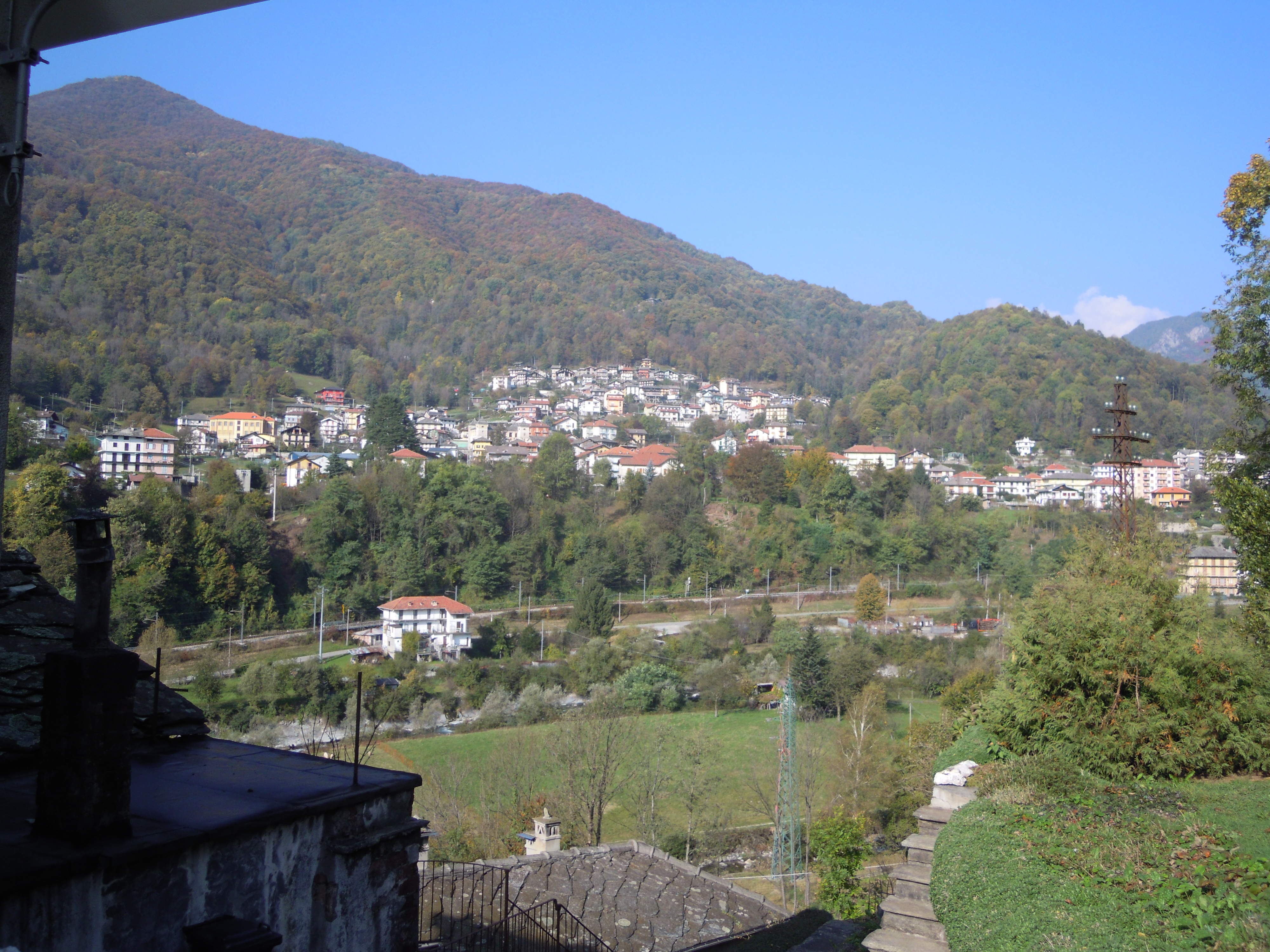
Panorama

## Geschichte
Der Name leitet sich vom spätmittelalterlichen lateinischen mansionile (Bauernhof mit Grundstück) ab und könnte auf eine frühmittelalterliche Besiedlung hinweisen. Im 11. Jahrhundert gehörte Mezzenile zum Besitz der Benediktinermönche, die der Abtei San Mauro di Pulcherada unterstanden. Viele dieser Städte wurden von den Mönchen selbst gebaut oder wieder aufgebaut. Das älteste Dokument über das Gebiet von Mezzenile, zu dem damals auch die Gemeinde Pessinetto gehörte, ist die Konzession aus dem Jahr 1289 für die Ausbeutung der örtlichen Minen.
Damals entwickelte sich Mezzenile bereits zu einem wichtigen bewohnten Zentrum mit einer Pfarrkirche und der Heimat handwerklicher Tätigkeiten im Zusammenhang mit der Bergbauproduktion, beispielsweise der Herstellung von Nägeln. Tatsächlich war Mezzenile mit Pessinetto und Traves in den vergangenen Jahrhunderten ein wichtiges Zentrum für die Herstellung von Nägeln. Dies belegen die zahlreichen Schmieden im gesamten Gebiet. Dies wird auch im Wappen dargestellt. Im Weiler Forneri gibt es heute ein Nagelmacher-Museum.
Im 14. Jahrhundert übernahm das Haus Savoyen die Nachfolge des Klosters Santa Maria di Pulcherada. Im Jahr 1724 wurde es dem Senator Guglielmo Beltramo von Monasterolo belehnt. Nach dessen Tod im Jahr 1791, ohne dass Erben ermittelt werden konnten, ging das Lehen 1793 gegen Zahlung einer Summe von 14.000 Lire an Michele Antonio Francesetti, Graf von Hautecourt, über.

## Pugnetto Höhlen
Die Pugnetto-Höhlen sind die längsten Höhlen Italiens, die in Kalkstein münden. Der längste Zweig reicht 765 Meter tief in den Berg hinein. Auch ein kleiner Bach fließt in der Höhle. Seit dem 19. Jahrhundert ist diese Höhle bei Zoologen bekannt. In den 1920er Jahren wurde die Flora und Fauna ausführlich erforscht. Es handelt sich um ein von der Europäischen Union im Rahmen des Natura 2000-Netzwerks geschütztes Gebiet für endemische unterirdische Fauna. Eine touristische Nutzung wurde nicht weiter verfolgt, es sind aber Führungen unter Anmeldung möglich.
Im Inneren der Höhle findet man die typische Fauna unterirdischer Umgebungen. Besonders bedeutsam ist die Anwesenheit von Fledermäusen, zu deren Schutz ein Metalltor am Eingang der Höhle installiert wurde. Zwischen Anfang November und Ende März ist der Zutritt verboten, um den Winterschlaf der Fledermäuse nicht zu stören. Das Erwachen der Tiere in der kalten Jahreszeit beschleunigt ihren Stoffwechsel und verbraucht die von Fledermäusen angesammelten Kalorienreserven, um den Winterschlaf zu überwinden. Wiederholtes Erwachen kann das Überleben der Fledermäuse gefährden, die im Winter offenbar nicht in der Lage sind, den Kalorienverlust durch den Insektenfang auszugleichen.
Zu den weiteren besonders seltenen Arten gehören Dellabeffaella roccai, ein Käfer, der im von Fledermäusen abgelagerten Guano lebt, und das Krebstier Trichoniscus feneriensis caprai. Letzterer galt einst als eigenständige Art und wurde Alpioniscus caprai genannt.

## Bildergalerie

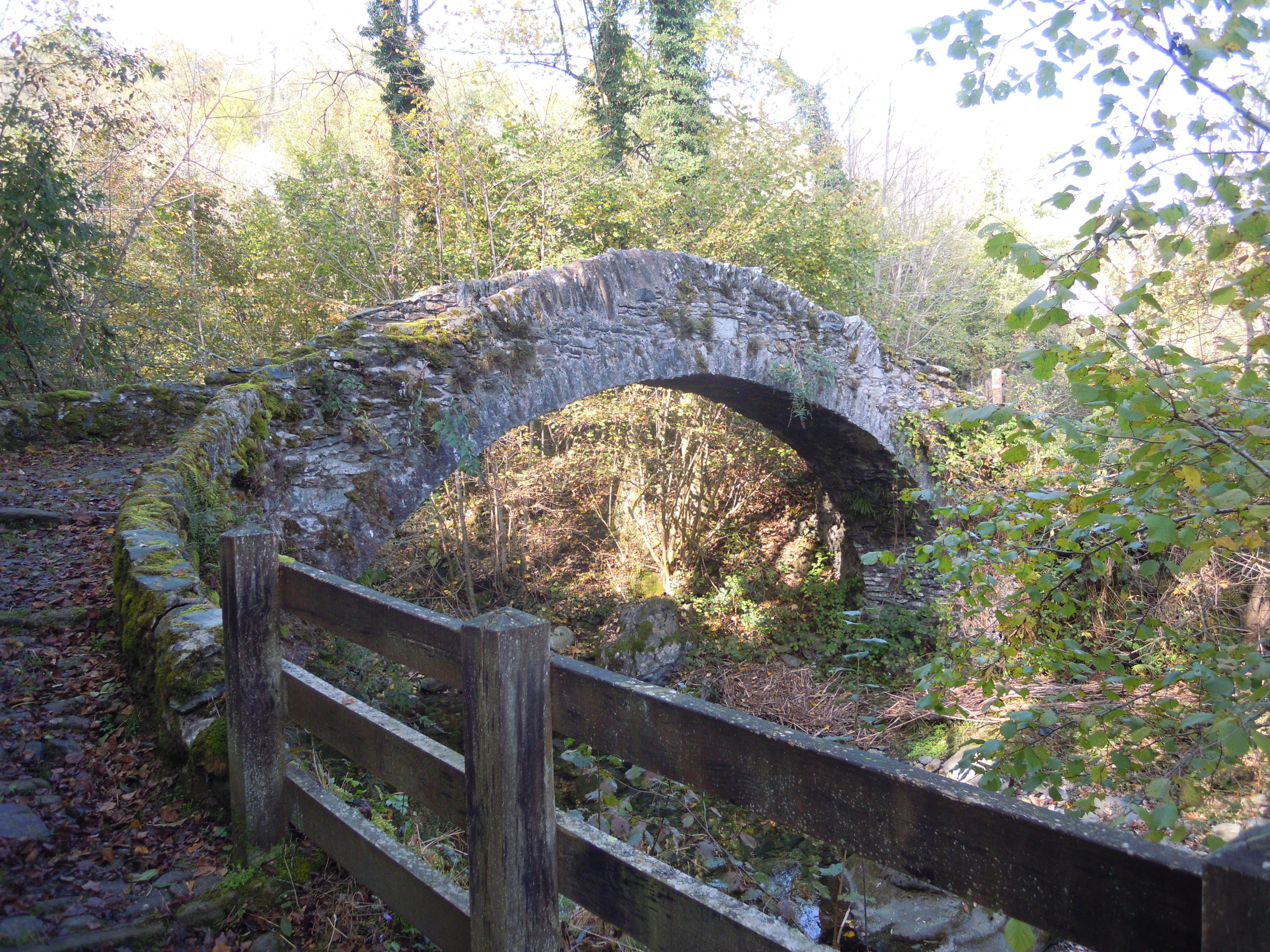
Brücke über den Caudana
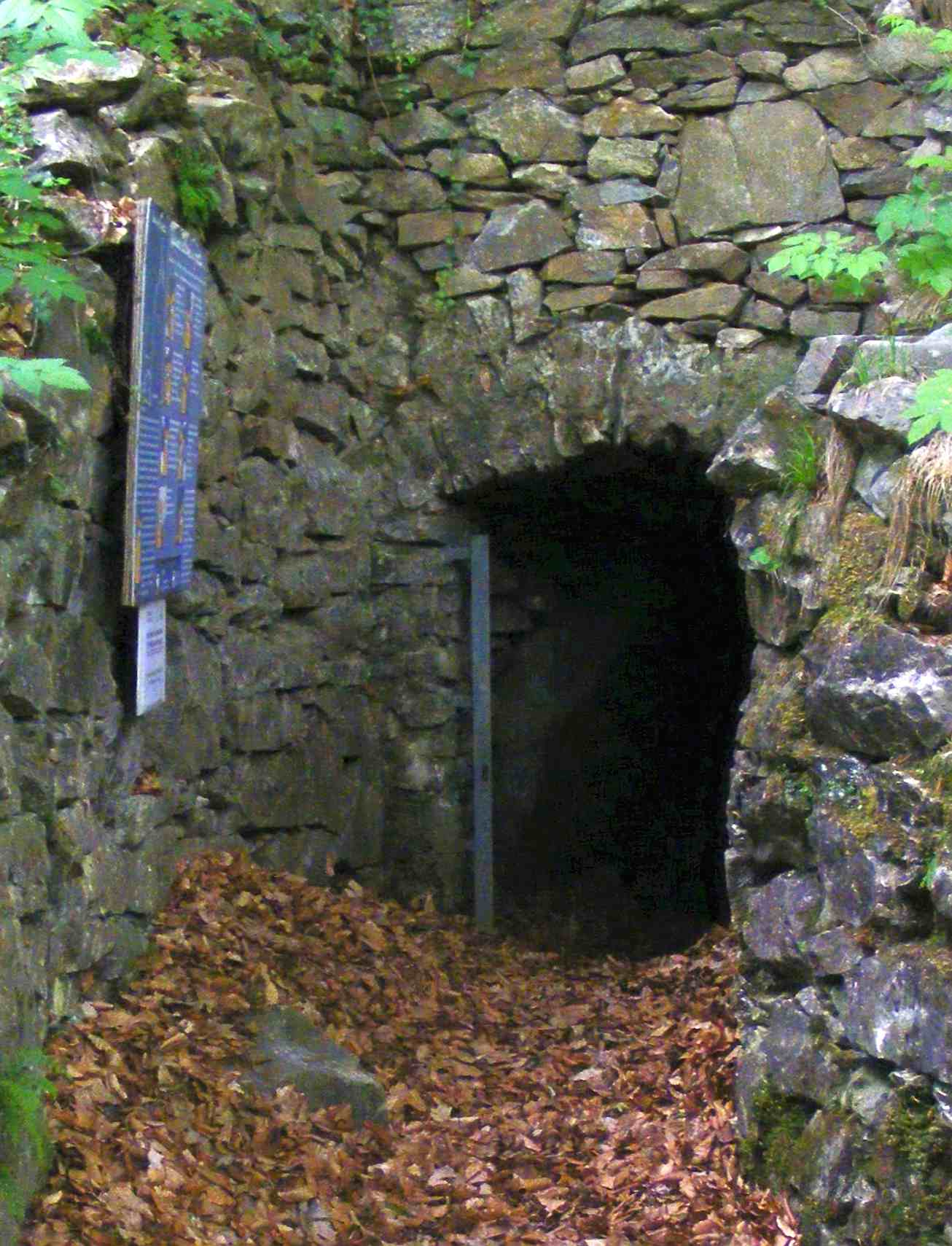
Pugnetto Höhle
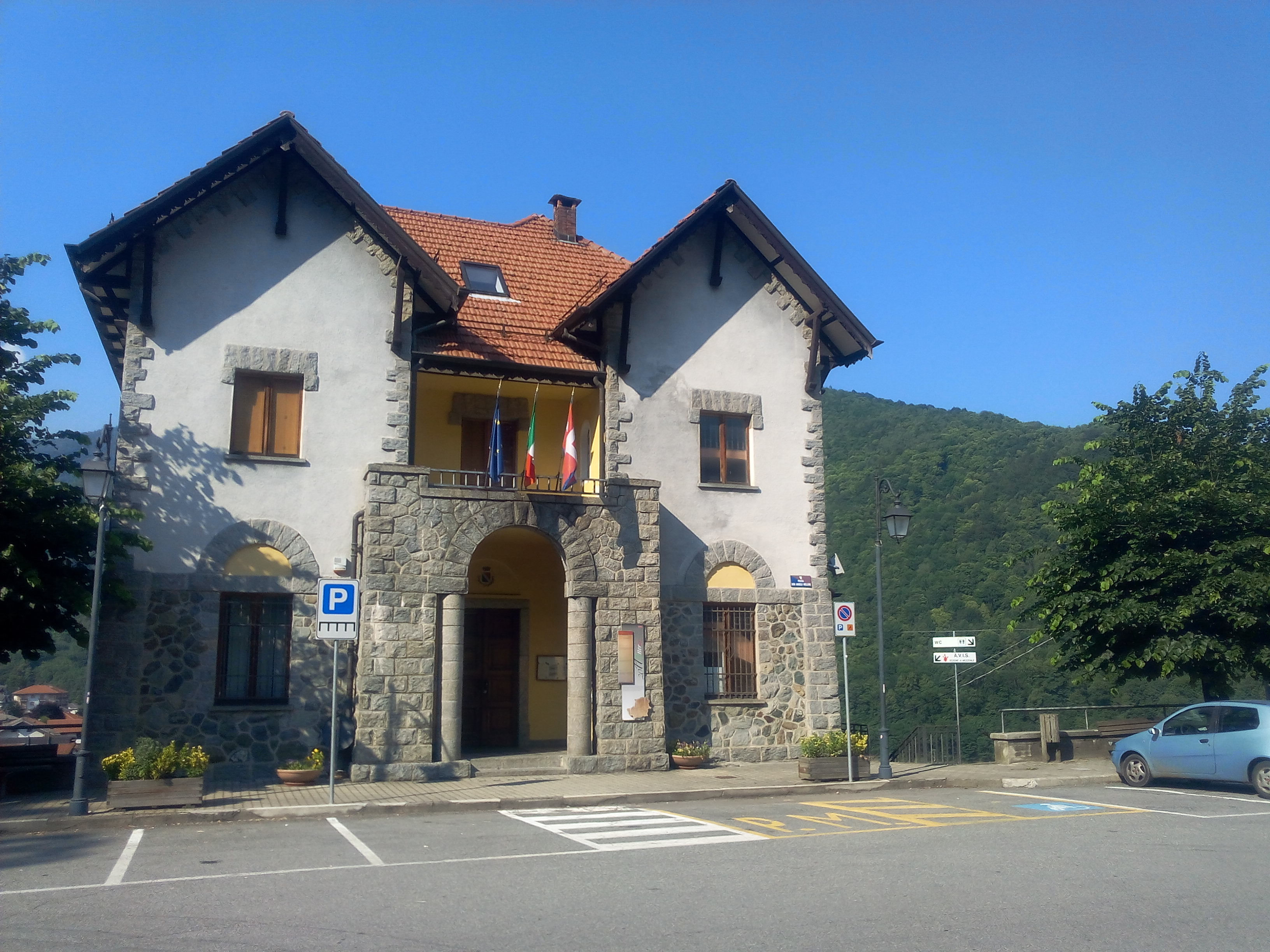
Gemeindehaus
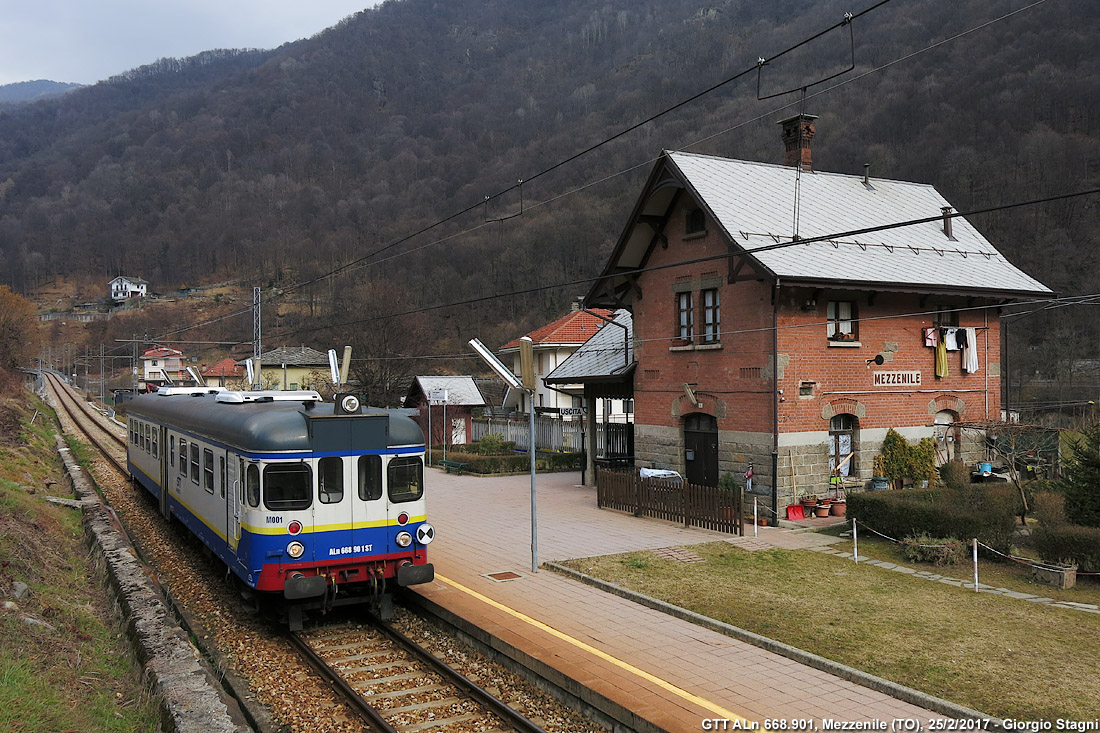
Bahnhof